# Floppy myriapoda
floppy myriapoda – Subkommando für die freie Assoziation war eine deutsche Zeitschrift für Literatur, Kunst und Politik (Januar 2006 – Mai 2015).

## Geschichte
Die Zeitschrift wurde im Januar 2006 von Alexander Krohn und Kai Pohl gegründet. Als Herausgeberin fungiert die Epidemie der Künste, als Verlag zeichnet Distillery. Erscheinungsort war Berlin. Zu jeder Neuausgabe gab es öffentliche Lesungen.

## Inhalt
Die Zeitschrift stellt sich in die Reihe kulturpolitischer Periodika, die bemüht sind, künstlerische Ausdrucksformen mit politisch-gesellschaftlichem Fokus zu konfrontieren. Schwerpunkte sind Lyrik, Essay, Avantgarde und Anarchismus. Gestalterischen Fragen wird besondere Aufmerksamkeit geschenkt. Es werden überwiegend unveröffentlichte Texte von lebenden Autoren abgedruckt. Einige Texte, die in floppy myriapoda erschienen, wurden im Anschluss ins Italienische und ins Griechische übersetzt und veröffentlicht.

## Redaktion
- Heft 1–6: Alexander Krohn, Kai Pohl
- Heft 7–8: Ralph Gabriel, Florian Günther, Herbert Laschet Toussaint, Bert Papenfuß, Kai Pohl
- Heft 9: Ann Cotten, Ralph Gabriel, Florian Günther, Andreas Hansen, Alexander Krohn, Herbert Laschet Toussaint, Bert Papenfuß, Kai Pohl, Peter Wawerzinek, Karsten Wildanger
- Heft 10–11: Ann Cotten, Ralph Gabriel, Florian Günther, Andreas Hansen, Alexander Krohn, Herbert Laschet Toussaint, Bert Papenfuß, Kai Pohl, Karsten Wildanger
- Heft 12–14: Ann Cotten, Ralph Gabriel, Florian Günther, Andreas Hansen, Herbert Laschet Toussaint, Bert Papenfuß, Kai Pohl, Helko Reschitzki, Karsten Wildanger
- Heft 15: Ann Cotten, Andreas Hansen, Herbert Laschet Toussaint, Kai Pohl, Karsten Wildanger
- Heft 16: Alexander Krohn
- Heft 17–19: Ann Cotten, Andreas Hansen, Herbert Laschet Toussaint, Kai Pohl, Joachim Wendel, Karsten Wildanger
- Heft 20/21: Ann Cotten, Ralph Gabriel, Andreas Hansen, Herbert Laschet Toussaint, Kai Pohl, Joachim Wendel, Ralf S. Werder, Karsten Wildanger
- Heft 22: Ann Cotten, Ralph Gabriel, Andreas Hansen, Herbert Laschet Toussaint, Kai Pohl, Thomas Scheibner, Joachim Wendel, Ralf S. Werder
- Heft 23: Ann Cotten, Ralph Gabriel, Andreas Hansen, Wolfgang Junginger, Silvia Koerbl, Herbert Laschet Toussaint, Kai Pohl, Thomas Scheibner, Joachim Wendel, Ralf S. Werder, Karsten Wildanger
- Heft 24/25: Andreas Hansen, Katja Horn, Wolfgang Junginger, Silvia Koerbl, Herbert Laschet Toussaint, Kai Pohl, Thomas Scheibner, Joachim Wendel
- Heft 26: Ralph Gabriel, Andreas Hansen, Alexander Krohn, Clemens Schittko
- Heft 27: Herbert Laschet Toussaint, Kai Pohl, Joachim Wendel, Ralf S. Werder, Karsten Wildanger

## Bekannte Autoren (Auswahl)
| - Bruno Adams - Tone Avenstroup - Eqrem Basha - Johannes Beilharz - Jochen Berg - Jaime Gil de Biedma - Ann Cotten - Marc Degens - Stefan Döring - Elke Erb - Gerald Fiebig - Ernst Fuhrmann - Florian Günther | - Eberhard Häfner - Andreas Hansen - Helmut Höge - John Holloway - Hadayatullah Hübsch - Jayne-Ann Igel - Johannes Jansen - Rex Joswig - Franz Jung - Thomas Kapielski - Alexander Krohn - Paul Günter Krohn - Norbert Kröcher | - Daniel Kulla - Gregor Kunz - Stan Lafleur - Jürgen Landt - Subcomandante Marcos - Frank Milautzcki - Erich Mühsam - Heiner Müller - Frank O’Hara - Bert Papenfuß - Jes Petersen - Arne Rautenberg - Bertram Reinecke | - Kristin Schulz - Tom Schulz - Phil Shoenfelt - Enno Stahl - Lutz Steinbrück - Wallace Stevens - Brigitte Struzyk - Emil Szittya - Thien Tran - Adrien Turel - Lothar Walsdorf - Peter Wawerzinek - Peter Lamborn Wilson |

## Pressestimmen
- „Vorab macht wohl der Hinweis Sinn, dass die floppy myriapoda aus einem Milieu intellektuell-poetischer Dissidenz heraus entstanden ist, das sich in der DDR der 80er Jahre gebildet hatte und dann nach 1989 seine Fortsetzungen fand: Ein sozialer Zusammenhang von Personen und Projekten um Kneipen (…), Zeitschriften (…) (und) Verlage …“ Heiko Schmidt, Direkte Aktion[2]
- „‚Gibt es wirklich ein Ende? Oder hoffen wir nur?‘ Das Heft fängt an mit einem Paukenschlag und wird danach nicht gemütlicher. Es geht gar nicht anders: Unlängst versuchte ich, 15 Minuten Wartezeit in der Filiale einer Buchhandelskette rumzubringen. Jede einzelne verlange ich zurück. Und Schmerzensgeld noch obendrauf! Die Kunst findet woanders statt.“ Marek Flohner, satt.org[3]
- „Die Literaturschrift feiert ein wichtiges erstes Jubiläum. Es gibt sie seit fünf Jahren. (…) Ich habe das Heft liebevoll durchgeblättert. Es geht mit Gedichten in die vollen. In modern anmutenden Texten wird vor allem die Tierwelt besungen.“ Peter Wawerzinek, junge Welt[4]